# 94. п. н. е.

## Смрти
- Никомед III